# 海信桥站
海信桥站是青岛地铁2号线的地铁车站，位于中华人民共和国山东省青岛市市北区延安三路与台湛路交叉口，于2023年6月30日开通。

## 车站结构
海信桥站位于延安三路与台湛路交叉口，沿延安三路路设置，呈东西走向，为地下两层岛式站台车站，车站长160米，标准段宽21.44米，车站地下一层为站厅层，地下二层为站台层，站台设置全高站台门。
| 地面              | 出入口 | B、C出入口 |
| 地下一层          | 站厅   | 客服中心、自动售票机、验票机                                                                                  |
| 地下二层          | 站台   | \| \| \| 2号线往四川路（轮渡）（台东） \| \| 島式 · 開左邊车门 \| \| \| \| \| \| 2号线往李村公园（芝泉路） \| |
|                   |        | 2号线往四川路（轮渡）（台东）                                                                                 |
| 島式 · 開左邊车门 |        | |
|                   |        | 2号线往李村公园（芝泉路）                                                                                     |

## 出入口
海信桥站目前开放2个出入口，各出口及周围设施如下所示：
| 编号                | 指示                     | 建议前往的目的地                                                   | 图片 |
| ------------------- | ------------------------ | ------------------------------------------------------------------ | ---- |
| B · 出口            | 延安三路(东)，台湛路(西) | 山东省青岛第四十七中学，青岛幼儿师范学校，青岛上清路小学，榉林公园 |      |
| C · 出口 · （设有） | 台湛路(西)               | 青岛南仲小学，畅享汇·海信桥                                        |      |
| 图例： 设有         |                          |                                                                    |      |

## 接驳交通

### 公交车
- 海信立交桥南：25路，32路，206路环行，218路，220路，225路，232路，314路

## 车站历史
本站工程名为延安路站，正式站名为海信桥站，以车站北侧的海信立交桥命名。因车站配套工程未完工影响，本站未随2号线一期西段工程通车一同开通。
- 2023年
  - 6月26日，车站通过初期运营前安全评估[5]。
  - 6月30日，车站开通运营[1]。